# Marie-Françoise Colombani

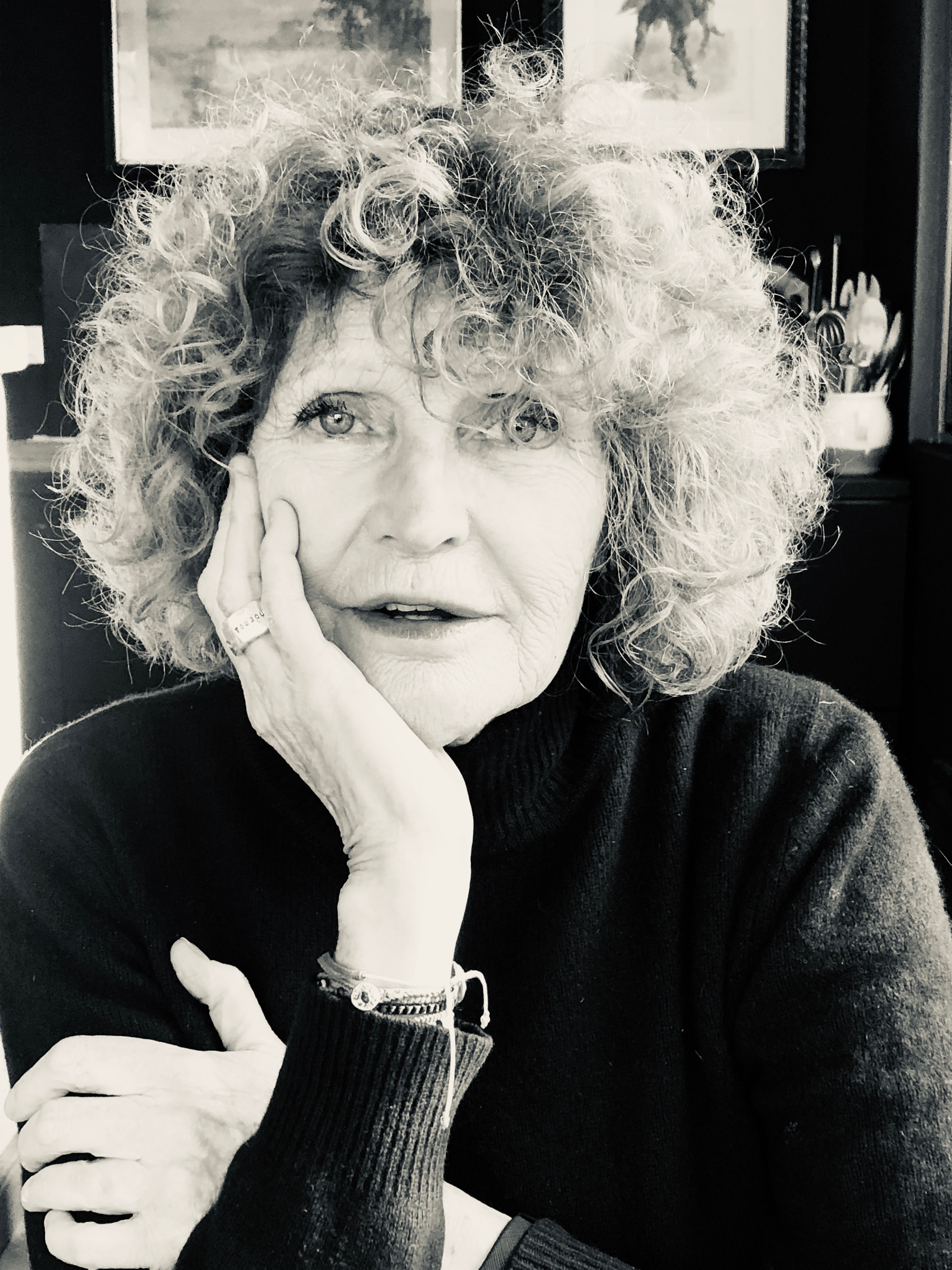
Marie-Françoise Colombani, 2021

Marie-Françoise Colombani (* 24. November 1949 in Marseille) ist eine französische Journalistin. Sie war Chefredakteurin und Reporterin der Zeitschrift Elle. Sie ist Autorin und Drehbuchautorin. Sie engagiert sich für Frauenrechte und Migranten.

## Leben
Colombani hat von 1984 bis 1986 bei L’Écho des Savanes als stellvertretende Chefredakteurin an der Seite von Claude Maggiori mit Martin Veyron und Georges Wolinski gearbeitet.
Sie trat 1986 als Chefredakteurin der Zeitschrift Elle ein und wurde 1996 zur Reporterin und Leitartiklerin ernannt. Sie interviewte unter anderem Simone Veil in 2010.
2011 drehte sie in Marokko einen Dokumentarfilm über die Dienstmädchen von Essaouira, Les petites bonnes d'Essaouira. Sie kritisierte in einem Leitartikel in Elle den Gesetzesvorschlag zur Bestrafung von Prostitutionskunden. Sie verteidigte den Status von Journalisten in Anne Rambachs Buch Les nouveaux intellos précaires.
2015 veröffentlichte sie Millénium, Stieg et moi zusammen mit Eva Gabrielsson, der Lebensgefährtin von Stieg Larsson, die vergeblich versuchte, die moralischen Rechte an seinem Werk zu erlangen.
2017 veröffentlichte sie ihr Gespräch mit dem Imam von Bordeaux Tareq Oubrou im Buch La Féministe et l'Islam.

### Engagement
Colombani interessiert sich vor allem für Frauenrechte und Migranten.
2002 reiste sie zusammen mit Chékéba Hachemi und einem Redaktionsteam des Elle-Magazins nach Afghanistan, um Roz, das erste afghanische Frauenmagazin, zu gründen. Die Zeitschrift wurde in Zusammenarbeit mit einem Team afghanischer Journalistinnen erstellt, die später auch die Leitung übernahmen.
Anfang 2009 gründete sie zusammen mit Chékéba Hachemi die Beratungsagentur EpOke. In Zusammenarbeit mit dem Elle-Magazin veröffentlichte EpOke 2012, 2013 und 2014 das Nachschlagewerk Le Guide des Expertes (Éditions Anne Carrière), in dem 500 Namen von Expertinnen gesammelt werden. Um die Stellung von Frauen in der Gesellschaft zu stärken und ihnen mehr Gehör zu verschaffen, wurde dieser Leitfaden an Zeitungsredaktionen und Programmplaner von Fernseh- und Radiosendern versandt. 2015 mündete das Projekt in eine digitale Plattform mit internationaler Dimension.
2012 nahm sie am Komitee Refondons l'École de la République teil, zusammen mit Nathalie Mons, Direktorin des Conseil national d'évaluation du système scolaire, welches ein Bericht über das französische Schulsystem erstellt hat.
2016 schrieb sie das Buch Bienvenue à Calais: les raisons de la colère, um „die Scham abzulehnen, das Unerträgliche anzuprangern, von den Zahlen und allgemeinen Begriffen wie Migranten oder Flüchtlinge abzulassen“. Alle Gewinne und Autorenhonorare gingen an den Verein L'Auberge des migrants.

## Preise und Auszeichnungen
- 2013: Ritter des Ordens Ordre des Arts et des Lettres[10]

## Veröffentlichungen
Gespräche
- Pour l’amour de Massoud, mit Sediqa Massoud und Chékéba Hachemi, Éditions XO, 2005.
- Maintenant, mit Ségolène Royal, Éditions Hachette Littérature, 2007.
- Millénium, Stieg et moi, mit Eva Gabrielsson, Éditions Babelio, 2011.
- mit Illustrationen von Damien Roudeau: Bienvenue à Calais. Éditions Actes Sud, Arles 2016, ISBN 978-2-330-06256-9 (französisch).
- mit Tareq Oubrou: L'imam et la féministe. Stock, Paris 2017, ISBN 978-2-234-08186-4 (französisch).
- Celle que j’ai laissée, mit Clarisse Quillet und Damien Roudeau, Éditions Actes Sud, 2021.

Romane
- Parcs naturels, 1978
- Donne-moi la main, on traverse, Éditions Fixot, 1989
- La Traversée du désir, 1992, umbenannt in Derniers Désirs, Éditions Fixot

Sonstiges
- ELLE: une histoire des femmes 1945–2005, mit Michelle Fitoussi, Éditions Filipacchi, 2005.

## Filmografie

### Drehbuchautorin
Fernsehen
- 1995: Parents à mi-temps (1 und 2), Fernsehfilm von Alain Tasma.
- 1999: Eva Mag, Fernsehserie auf Canal+.

Filme
- 2016: Zum Verwechseln ähnlich (Il a déjà tes yeux), Film von Lucien Jean-Baptiste.